# Vlatka Vorkapić
Vlatka Vorkapić, (Osijek, 1969.) hrvatska je scenaristica i redateljica.

## Životopis
Po završetku osnovne i srednje škole u Osijeku otišla je u Zagreb gdje je diplomirala film i režiju, češki jezik i komparativnu književnost. Piše i režira za televiziju, film, kazalište. Snimila je tri igrana filma od kojih je debitantski Sonja i bik, četrnaest dokumentarnih filmova te pet TV serija. Na Pulskom festivalu za film Sonja i bik osvojila je Zlatnu Arenu 2012. i 2013. godine.

## Igrani film
- Rastreseno gledanje kroz prozor
- Sonja i bik
- Vozačka dozvola
- Sveta obitelj

## Dokumentarni film
- Graditelj glazbala
- Pogačica rodulica medulica
- super snaga čudnih ljudi
- Zadnji put
- Lud bi bio ko bi zamjerio
- Dedek batek bakica
- Marinko
- Sos kantat toncant
- Imaš siglal
- Motivalja motiva motive
- svetomarske špice
- Akvarel
- Gabriel
- Besplatno[2]

## Tv serije
- Vjerovanja
- Kad zvoni
- Sin noći, brat sna
- Pučka intima
- Pričopričalica[2]